# Neurothaumasia macedonica
Neurothaumasia macedonica är en fjärilsart som beskrevs av Petersen 1962. Neurothaumasia macedonica ingår i släktet Neurothaumasia och familjen äkta malar. Inga underarter finns listade i Catalogue of Life.